# Stazione di Nugola Berte
La stazione di Nugola Berte era una fermata ferroviaria sulla linea ferrovia Livorno-Collesalvetti, che serviva l'abitato di Nugola e la tenuta di Berte-Scacciavolpe.

## Storia
La fermata venne attivata il 4 agosto 1940, 77 anni dopo la fondazione della linea, in corrispondenza della progressiva chilometrica 320+612 fra Collesalvetti e Guasticce, impresenziata e abilitata al servizio viaggiatori e bagagli; era dotata di un marciapiede e di una garitta in muratura per il ricovero dei viaggiatori.
Successivamente, in concomitanza allo sviluppo automobilistico e all'idea della prevalenza del trasporto su gomma rispetto a quello su rotaia in ambito di efficienza, la ferrovia perse man mano sempre più coppie di corse, fino ad averne solo due. Venne creato un servizio automobilistico sostitutivo, fino a quando la ferrovia venne soppressa nel 1962.

## Strutture e impianti
La fermata era situata all'inizio della strada di campagna, sulla SS 555 verso Collesalvetti. Era dotata di un marciapiede e di un ricovero per i viaggiatori costituito da una semplice garitta in muratura.